# Cornelius Hendricksen Kortright

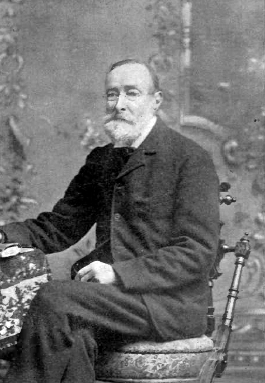
Sir Cornelius Hendricksen Kortright

Sir Cornelius Hendricksen Kortright, KCMG (* 1817 in London; † 23. Dezember 1897 in Hillside, Barre, Ontario, Kanada) war als Gouverneur tätig und repräsentierte Königin Victoria in mehreren britischen Kolonien.

## Leben
Cornelius Hendricksen Kortright, Sohn von Lawrence und Jane Maria Kortright, wurde am 8. Januar 1818 in der Marienkirche in der Marylebone Road in London getauft.
Von 1854 bis 1857 war er Präsident der Britischen Jungferninseln, anschließend war er Vizegouverneur von Grenada. Von 1857 bis 1864 war er Vizegouverneur von Grenada.
Von 1864 bis 1872 von Vizegouverneur von Tobago. Während seiner Amtszeit war die Insel geprägt durch eine vergleichsweise geringe Anzahl an Großgrundbesitzern. Kortright setzte sich während eines kurzlebigen Baumwollbooms in den 1860er-Jahren gegen eine zusätzliche Besteuerung von Kleinbauern ein und schlug 1871 eine Wahlrechtsreform zugunsten des Mittelstands vor. Mit der Wahlrechtsreform konnte er sich allerdings gegenüber der Kolonialregierung in London nicht durchsetzen.
Von 1873 bis 1875 war Gouverneur von Gambia und 1876 bis 1877 Gouverneur von Sierra Leone. Seinen letzten Dienst als Gouverneur leistete er in Britisch-Guayana in der Zeit vom 3. April 1877 bis zum 13. Dezember 1881.
1882 wurde Kortright zum Knight Commander des Order of St Michael and St George erhoben.